# 佛光山叢林學院
佛光山叢林學院，位於台灣高雄市大樹鄉（現大樹區），隸屬於台灣佛教四大山頭之一的佛光山。名字中的“叢林”義爲漢傳佛教禪宗叢林，即禪林，梵語“阿蘭若”（araṇya），意指該學院繼承自禪林的修行法。

## 歷史
佛光山以教育起家，五十多年來，佛光山開山祖師釋星雲為了復興佛教、弘揚佛教的慈心悲願，僧伽教育、社會教育、信眾教育三大領域漸趨完。發展出：海內外十六所佛學院，遍及美國、澳洲、非洲、馬來西亞、香港、印度等地；全世界有五所大學(佛光山系統大學)、幾所中小學及幼兒園，並有數十間人間大學、網路佛學院、電視佛學院，甚至組織兩千多個經典讀書會。其中，佛光山叢林學院作為佛教教育、僧伽人才養成的基礎核心。
1965年，佛光山於高雄縣佛光山壽山寺創辦「壽山佛學院」；1967年，因既有校地不敷使用，另於高雄縣大樹鄉開山辦學。1968年1月8日《中央日報》以「台灣首批佛學士」為標題，佛教人才培育正式啟動，展現佛教教育上的具體成果，至今培養五千多位青年學生，弘法全球五大洲，弦歌不斷。
佛光山叢林學院的創辦人星雲大師，十二歲跟隨志開上人出家後，在大陸叢林完整經過律下寶華山學戒堂，宗下金山江天寺、常州天寧寺的禪堂，教下焦山定慧寺的佛學院等學習，十八歲時受到新思潮及太虛大師「佛教要靠我們青年僧伽」的鼓舞，決心為革新佛教而努力，因此，叢林學院秉持傳統叢林鐘板訊號，為健全佛教教育制度，依著時代脈動，調整教育體制。
1989年改佛光僧伽教育學制為三級制；第一級「中國佛教院研究院」旨在培養佛教師資及佛學研究人才；第二級「佛光山叢林學院」又分為國際學部及專修學部，前者分為英文系、日文系，為培養優秀國際弘法人才，促進國際交流而成立；後者分為經論教理、寺院行政系，培育佛教文化、教育、慈善、弘法等專業人才；第三級「東方佛教學院」屬於初中至高中程度，透過叢林教育培養青少年高尚品格，端正身心。禮聘海內外佛學名家，完善的教學、教材計畫，啟迪學生思想。
「佛教需要青年，青年需要佛教」，依著星雲大師的理想，只要能將清流帶入社會，實踐人間佛教善美淨化的理念，都是值得栽培的人才。凡18~35歲未婚男女青年，身心健全者，皆可報名就讀。「學佛不一定要出家」，大師堅定為社會栽培人才的慈心悲願，就讀期間，在家眾、出家眾皆免學雜費，亦有獎學金協助獎勵優秀青年。
學生於畢業後與佛光山弘法體系接軌，依個別專長至文化、教育、慈善、弘法四大事業單位領職，學行弘修，領導信眾，鼓勵義工，成就善行美事，有條件者繼續深造者亦推薦至海內外佛教大學進修。可以說以佛法為體、世法為用，五十多年來，走出佛教人才的親切溫厚、團結和諧的氣質樣貌。

## 創辦人
星雲大師，中國江蘇江都人，1927年生，十二歲於南京棲霞山禮宜興大覺寺志開上人出家。嘗學於棲霞律學院、焦山佛學院，後授記為臨濟宗第四十八代傳人。曾任白塔國民學校校長、《怒濤月刊》主編、南京華藏寺住持。
1949年春蒞台，1953年於宜蘭雷音寺成立念佛會、青年歌詠隊等組織，奠定爾後弘法事業的基礎。1967年創建佛光山，致力於佛教文化、教育、慈善、共修事業的推動。先後在海內外興建三百餘所的寺院道場，如西來寺、南天寺、南華寺等，均為北美、澳洲、非洲第一大寺。
此外，為大量培養佛教人才，興辦多所佛學院，如壽山佛學院、中國佛教研究院、佛光山叢林學院及香港、馬來西亞、南非等十六所佛教學院。又創立智光、普門中學、均頭中小學，創辦嘉義南華、宜蘭佛光、美國西來、澳洲南天及菲律賓光明等五所大學，整合成為第一個跨國又跨洲的國際性「佛光山系統大學」。
1957年於宜蘭民本電台播出「佛教之聲」，1979年於中華電視台播出「甘露」，北美衛視播出「星雲禪話」等節目，首開電台、電視弘法之先河。1995年創立佛光緣美術館、滴水坊等，融文化、藝術、休閒於一爐，後於全球設立二十四所美術館。1998年人間衛視開台，2000年《人間福報》創刊。
開辦於1957年的佛教文化服務處，後改為佛光出版社，出版各類佛教叢書和視聽教材。1977年成立佛光大藏經編修委員會，目前有《佛光大辭典》、《阿含藏》、《禪藏》、《般若藏》、《淨土藏》、《法華藏》、《唯識藏》、《本緣藏》等。1979年發行《普門雜誌》，2001年轉型為《普門學報》（2016年復刊更名為《人間佛教學報·藝文》）。同時期，收錄海峽兩岸有關佛學的碩、博士論文及世界各地漢文論文，輯成《法藏文庫·中國佛教學術論典》共一一〇冊。2013年，陸續出版《世界佛教美術圖說大辭典》中英文版各20巨冊，2014年出版《佛光大辭典》增訂版十大冊、《獻給旅行者365日─中華文化佛教寶典》以及《金玉滿堂》人間佛教教材。
大師著作等身，三千餘萬言，撰有《釋迦牟尼佛傳》、《往事百語》、《佛光教科書》、《當代人心思潮》、《人間佛教論文集》、《僧事百講》、《百年佛緣》、《貧僧有話要說》、《人間佛教佛陀本懷》及《星雲大師全集》等。
1985年辭退佛光山宗長一職後，雲遊世界各地弘法；1991年創辦中華佛光協會，1992年5月16日於洛杉磯成立國際佛光會世界總會，擔任總會長，至今於五大洲170餘個國家地區成立協會，實踐「佛光普照三千界，法水長流五大洲」的理想。
大師一生得獎無數，舉其熒熒大者，如榮膺香港大學等海內外多所大學頒授榮譽博士學位，1992年被公推為世界佛教徒友誼會永久榮譽會長，1995年榮獲全印度佛教大會頒贈「佛寶獎」。大師對於佛教的制度化、現代化、人間化、未來化、國際化的發展，厥功甚偉！

## 海內外學部
時至今日，叢林學院海內外各級學部現況如下：
國內學部
- 中國佛教研究院 
  - 南華大學宗教學研究所
  - 佛光大學宗教學研究所
- 佛光山叢林學院專修學部 
  - 佛光山男眾學部
  - 佛光山女眾學部
  - 佛光山東方佛教學院
- 佛光山叢林學院國際學部 
  - 佛光山英文佛學院
  - 佛光山日文佛學院

海外學部
- 馬來西亞東禪佛教學院
- 香港佛教學院
- 日本佛學院
- 菲律賓佛教學院
- 宜興祖庭雲湖書院
- 印度佛教學院
- 印度德里沙彌學園
- 非洲佛學院
- 澳洲南天佛教書院
- 紐西蘭佛光山佛學院
- 美國西來佛學院
- 巴西如來佛學院

## 院訓
本院秉承觀音、文殊、地藏、普賢四大菩薩之精神，以「悲智願行」為院訓，而達到下列之教育目標：
- (一)培育學生長養慈心悲願，為法忘軀之精神，以光大佛法、續佛慧命為職志。
- (二)廣修戒、定、慧三學，以養成學生高度智慧，無礙辯才，能擔當弘法利生之重任。
- (三)授與學生廣博之人文及自然科學之知識，廣增佛法之應用，內學、外學兼備，以養成深入社會，服務世間之願力與能力。
- (四)陶冶學生謙恭忍讓、勤勞儉樸、樂觀進取、篤實踐履之德性。

## 十大特色
本院教育制度與課程與時俱進，辦學十大特色為：
1. 辦學歷史悠久：1965年創辦，至今從未間斷招生，並於海內外設立各級學部。
2. 傳統叢林生活：生活管理嚴謹，日常鐘板、行儀，遵循佛教傳統叢林制度。
3. 全程佛學教育：從基礎佛學教育至研究部，體系完整一貫。
4. 師資陣容堅強：聘請國內外教界大德及具有佛學博士、碩士學位之專家學者蒞院授課。
5. 環境設備優良：學習環境寧靜優雅，院舍寬敞，設備完善。
6. 經典藏書豐富：多所圖書館，採開架式管理，並珍藏有三十多種不同版本之大藏經，以及數十萬冊佛學、世學書籍。
7. 課程行解並重：注重理論與實踐，並有法務、佈教等實習，學以致用。
8. 國際佛教交流：舉辦國際性佛教學術會議，並與海內外佛學院交換學生，促進國際佛教交流與融合。
9. 獎學制度完整：膳宿、學雜費全免，每月發給零用金，並設有各種獎學金。
10. 提供畢業出路：服務於本山派下各佛教事業單位，成績優異者，可推薦至海內外佛教大學進修。

## 課程介紹
叢林學院現行學制有四個月短期制以及三年專修學制。專修部設有經綸教理系、寺院行政系、英文佛學系、日文佛學系等四種科系。課程除佛學經典外，更增加與佛光山四大弘法宗旨相關之課程: 文化、教育、慈善、共修，讓學生在畢業後能與佛光山弘法體系接軌。
1. 通識課程：佛法概論、佛教史、佛教經典、佛教文學、宗門思想、中文哲學、禪林寶訓、高僧行誼、學佛行儀、五堂功課、中文閱讀、語言、電腦、社團等。
2. 專修課程：

- 經論教理系：經典導讀、佛學研究法、佛教思想史、天台思想研究、佛典漢語、佛教邏輯、世界佛教概說、斷代史、論文寫作、佈教學、龍樹中觀研究、禪宗史、淨土宗史、社教等。
- 寺院行政系：經論選要、寺院行政、佛事懺儀、活動與策劃、佛教美學應用、寺院建築與弘化功用、僧事實務、典座、社會應用學等。
- 國際學部英文佛學系：英文佛法概論、英文經典專題、英文佛教史、英文宗派概論、英文佛學名相、英文佈教、英文論文寫作、英文翻譯及寫作、英文禪修指導等。
- 國際學部日文佛學系：日文經典專題、日文佛學、日本文化歷史、日語巡山導覽、日文翻譯、日文文法及會話、日語應用、日文著作選讀、日本易地教學等。
- 專題課程：佛教文學研究、佛教建築與造像藝術、平面弘法傳播、中國哲學、人間佛教思想專題以及各類專題講座等。
- 行門課程：五堂功課、行腳托缽、禪修、念佛、抄經、典座、出坡作務、活動實習、參訪見聞等。

## 畢業出路
- 文化單位：佛光出版社、香海文化、普門學報、人間福報、人間衛視、滴水坊、佛光文教基金會、佛陀紀念館、美術館等。
- 教育單位：佛光山派下各大學、各級佛學院、人間大學、中小學及幼稚園等。
- 慈善單位：佛光山慈悲基金會、雲水醫院、大慈育幼院、老人公寓等。
- 弘法單位：遍布全球五大洲近三百多所別分院道場、國際佛光會等。
- 進修深造：成績優異者，可推薦至美國西來大學、澳洲南天大學、菲律賓光明大學、台灣南華大學、佛光大學進修。

## 接引青年活動
- 佛光山短期出家修道會：「短期出家修道會」是因應在家居士嚮往僧團的清淨修道生活，以期增德進業而舉辦。雖然只是短期，但經過7天僧團生活的薰陶，返家後，皆能恪遵五戒，過著正當的生活，這對社會的安定，實有潛移默化之功。佛光山叢林學院於每年寒假舉辦青年堂短期出家修道會，招收18-35歲未婚青年；暑假則舉辦青年堂與大眾堂(18-65歲)之短期出家修道會。目前已開辦89期短期出家修道會。
- 佛光山寺院生活體驗營：佛光山叢林學院定期於國定假期連假時舉辦3天2夜的「寺院生活體驗營」，提供18-35歲未婚青年體驗叢林寺院生活，在現代人步調緊湊的生活之中，靜下心來於寺院的晨鐘暮鼓之中，藉由基礎佛學、抄經、禪修、朝山的課程安排，探索佛法的智慧，藉以安頓身心，找尋到立身處世正面積極的動力。

## 交通
- 高速公路：
  - 國道10號嶺口交流道→台29線→佛光山叢林學院
  - 國道3號九如交流道→台3線→台22線→台29線→佛光山叢林學院
- 公車/客運：由佛光山上下車

| 路線編號    | 客運業者 | 起訖                    | 經由                                                                     | 備註                   |
| ----------- | -------- | ----------------------- | ------------------------------------------------------------------------ | ---------------------- |
| 橘7B延      | 東南客運 | 佛陀紀念館-捷運衛武營站 | 佛陀紀念館-佛光山-大樹-九曲堂-鳥松-正修(澄清湖)-建軍站(捷運衛武營站)     | 高雄市公車、例假日停駛 |
| E02         | 高雄客運 | 佛光山－高鐵左營站      | 佛光山－佛陀紀念館－高鐵左營站                                           | 高雄市公車             |
| 大樹祈福A線 | 東南客運 | 佛陀紀念館－鳳山火車站  | 佛陀紀念館-佛光山-大樹-舊鐵橋-九曲堂車站-鳳山轉運站-鳳山車站             | 高雄市公車             |
| 大樹祈福B線 | 東南客運 | 佛陀紀念館－鳳山轉運站  | 佛陀紀念館－佛光山－大樹－舊鐵橋－鳳山轉運站                             | 高雄市公車             |
| 8009        | 高雄客運 | 高雄－旗山              | 高雄車站-高醫-高科建工-正修(澄清湖)-鳥松-大樹-佛光山-旗山轉運站-旗山北站 | 高雄市公車、例假日停駛 |
| 8010        | 高雄客運 | 高雄-鳳山-旗山          | 高雄車站-道明-鳳山-舊鐵橋-大樹-佛光山-旗山轉運站-旗山北站                | 高雄市公車             |
| 8010區      | 高雄客運 | 鳳山－旗山              | 鳳山轉運站-鳳山車站-九曲堂-大樹-佛光山-旗山轉運站-旗山北站               | 高雄市公車             |
| 8050        | 高雄客運 | 佛光山－台南火車站      | 佛光山-旗山轉運站-實踐-內門-龍崎-關廟轉運站-歸仁-仁德-台南火車站         | 公路客運               |
| 8050區      | 高雄客運 | 佛光山－旗山            | 佛光山-旗山轉運站                                                        | 公路客運               |
| 8501延/延區 | 義大客運 | 佛光山－高鐵左營站      | 佛光山-義大世界-(義大)-仁林路口(仁武)-高鐵左營站                         | 高雄市公車、部分至義大 |

## 外部連結
- 佛光山叢林學院官方網站 （繁體中文）